# Транс (альбом)
«Транс» — четвёртый студийный альбом украинской певицы Луны. Релиз альбома состоялся 4 октября 2019 года на лейбле ЛУНА Prod. Альбом включает в себя 10 песен, его музыкальными продюсерами выступили сама певица, Александр Волощук и Айна Вильберг. Критики отметили экспериментальное звучание альбома, а его стилистика, по словам Луны, вдохновлена клубной электронной музыкой.

## Продвижение

### Синглы
В поддержку альбома с июня по сентябрь 2019 года с интервалами примерно в месяц были выпущены четыре сингла — «Сила стона», «Дельфины», «Лунные гипнозы» и «Сиреневый рай». Для второго и третьего синглов были сняты видеоклипы. 4 октября 2019 года в эфире шоу «Вечерний Ургант» состоялась презентация альбома, в ходе которой Луна исполнила песню «Сиреневый рай».

### Концертный тур
Для продвижения альбома был также организован концертный тур «Транс», запланированный на 2019 — 2020 года.
| Дата            | Город           | Страна   | Фестиваль              | Площадка                             |
| --------------- | --------------- | -------- | ---------------------- | ------------------------------------ |
| 28 июня 2019    | Москва          | Россия   | «RED Summer»           | Концертный клуб «RED»                |
| 29 июня 2019    | Киев            | Украина  | «Hedonism Sunset Live» | Концертный клуб «ЮБК»                |
| 6 июля 2019     | Москва          | Россия   | «Ласточка»             | Стадион «Лужники»                    |
| 20 июля 2019    | Рига            | Латвия   | —                      | Концертный клуб «Laska Bar»          |
| 21 июля 2019    | Санкт-Петербург | Россия   | VK Fest                | Парк 300-летия                       |
| 9 августа 2019  | Мариуполь       | Украина  | «MRPL City 2019»       | Пляж «Песчанка»                      |
| 10 августа 2019 | Харьков         | Украина  | —                      | Концертный клуб «Arizona Beach Club» |
| 28 августа 2019 | Одесса          | Украина  | —                      | Летний театр «Морвокзал»             |
| 11 октября 2019 | Киев            | Украина  | —                      | Киностудия имени Довженко            |
| 18 октября 2019 | Москва          | Россия   | —                      | Концертный клуб «Adrenaline Stadium» |
| 20 октября 2019 | Казань          | Россия   | —                      | Концерт-холл «Эрмитаж»               |
| 25 октября 2019 | Екатеринбург    | Россия   | —                      | Концертный клуб «Телеклуб»           |
| 26 октября 2019 | Санкт-Петербург | Россия   | —                      | Концертный клуб «A2 Green Concert»   |
| 21 февраля 2020 | Минск           | Беларусь | —                      | Концертный клуб «Re:Public»          |

## Список композиций
| №                   | Название            | Текст песни                             | Музыка                           | Длительность |
| ------------------- | ------------------- | --------------------------------------- | -------------------------------- | ------------ |
| 1.                  | «Золотые лепестки»  | Апельсиновый Сок                        | Александр Волощук                | 4:31         |
| 2.                  | «Лунные гипнозы»    | Луна                                    | Луна                             | 3:35         |
| 3.                  | «Подружка»          | Апельсиновый Сок, Луна                  | Александр Волощук                | 4:38         |
| 4.                  | «Сиреневый рай»     | Луна                                    | Александр Волощук, Айна Вильберг | 4:14         |
| 5.                  | «Быть осторожной»   | Луна                                    | Александр Волощук                | 4:24         |
| 6.                  | «Дельфины»          | Апельсиновый Сок, Луна                  | Александр Волощук                | 4:05         |
| 7.                  | «Разные правила»    | Апельсиновый Сок, Луна                  | Александр Волощук                | 5:30         |
| 8.                  | «Пальмира»          | Апельсиновый Сок                        | Александр Волощук                | 4:13         |
| 9.                  | «Сила стона»        | Мария Погребняк, Апельсиновый Сок, Луна | Александр Волощук                | 4:15         |
| 10.                 | «Звёздочка»         | Апельсиновый Сок                        | Александр Волощук                | 4:35         |
| Общая длительность: | Общая длительность: | Общая длительность:                     | Общая длительность:              | 43:56        |